# Даниловка (Рославльский район)
Даниловка — бывшая деревня в Рославльском районе Смоленской области России.  
Располагалась в южной части области в 26 км к северо-востоку от Рославля, в 6 км севернее автодороги А101 Москва — Варшава («Старая Польская» или «Варшавка»), на берегу реки Глуботынка. В 25 км юго-западнее деревни находилась железнодорожная станция Остёр на линии Смоленск — Рославль.. 

## История
В годы Великой Отечественной войны деревня была оккупирована гитлеровскими войсками в августе 1941 года, освобождена в сентябре 1943 года.
С 28 декабря 2004 года входила в состав Костырёвского сельского поселения.
Деревня Даниловка упразднена законом Смоленской области 26 ноября 2009 года.